# 小马赫诺
小马赫诺（德語：Kleinmachnow）是德国勃兰登堡州的一个市镇，隶属于波茨坦-米特尔马克县，位于柏林西南角，总面积为11.94平方千米，截至2020年总人口为20376人。